# Stauropoctonus bombycivorus
Stauropoctonus bombycivorus là một loài tò vò trong họ Ichneumonidae.